# Aeroporto Joaquim Kapango
O Aeroporto Joaquim Kapango, também conhecido como Aeroporto do Cuíto (anteriormente Aeroporto de Silva Porto-Engenheiro Carloto de Castro), é um aeroporto situado em Cuíto, em Angola.
Foi construído em 1952, recebendo o nome de Aeródromo de Silva Porto, servindo como sede da Formação Aérea Voluntária 202, da Força Aérea Portuguesa.
A pista de manobra do aeroporto tem 2700 metros de comprimento e 60 metros de largura.
O aeroporto homenageia a Joaquim Kapango, político e líder anticolonial, morto na década de 1970.